# Economia do Lesoto
A economia de Lesoto é baseada na exportações de água e de energia para a África do Sul, devido ser geograficamente cercado por ela, Lesoto é economicamente integrado a este país. No setor industrial manufatureiro, na agricultura e na criação de gado. Lesoto exporta também diamantes e lãs.
A sua economia tem por base a agricultura, em particular a de subsistência, com culturas de milho, sorgo, trigo e feijão. Nas zonas mais altas é criado gado caprino e ovino, daí extraindo-se lã e mohair.
O maior empregador privado do Lesoto é a indústria têxtil e de vestuário - aproximadamente 36.000 pessoas, principalmente mulheres, trabalham em fábricas que produzem roupas para exportação para a África do Sul e os EUA. A mineração de diamantes cresceu nos últimos anos e representou quase 35% do total das exportações em 2015.
O maior diamante do século, o "Promessa do Lesoto", de 603 quilates (120 gramas), foi comprado por US$ 12,36 milhões pela South African Diamond Corporation (Safdico). Ele é maior que uma bola de golfe e é o 15º maior diamante da história.